# Tyrrell 018
Der Tyrrell 018 ist ein von Harvey Postlethwaite und Jean-Claude Migeot entwickelter Rennwagen des britischen Teams Tyrrell, der 1989 und 1990 in der Formel-1-Weltmeisterschaft eingesetzt wurde. Mit dem 018 erzielte Tyrrell insgesamt 25 Weltmeisterschaftspunkte. Er begründete eine Renaissance des traditionsreichen Rennstalls.

## Hintergrund
Die Tyrrell Racing Organisation meldete sich erstmals 1968 zu Weltmeisterschaftsläufen der Formel 1. In den ersten sechs Jahren seines Engagements im Grand-Prix-Sport stellte das Team drei Fahrerweltmeister (Jackie Stewart 1969, 1971 und 1973). Nach dem Weggang Stewarts Ende 1973 ließen die sportlichen Erfolge des Teams nach; andere Piloten konnten nicht an die Leistungen des Schotten anknüpfen. Tyrrell versuchte zunächst, ausbleibende Erfolge mit innovativen Konstruktionen wie dem sechsrädrigen Tyrrell P34 zu kompensieren, scheiterte dabei aber an der Komplexität der Technik. Seitdem setzte das Team zumeist zuverlässige, aber konventionelle Fahrzeuge ein. Seit den späten 1970er-Jahren litt Tyrrell wiederholt an wirtschaftlichen Schwierigkeiten. In den 1980er-Jahren wehrte sich Teamgründer Ken Tyrrell so lange gegen die aufkommende Turbo-Technologie, bis sein Team 1985 der einzige Rennstall war, der noch Saugmotoren einsetzte. Nach eineinhalb Jahren mit Renault-Turbomotoren war Tyrrell 1987 eines der ersten Teams, die zu den nun wieder zugelassenen Saugmotoren zurückkehrten. Die nach wie vor konventionellen Tyrrell-Fahrzeuge gehörten 1987 und 1988 zu den schwächsten Autos im Starterfeld; insbesondere 1988 verpassten die Tyrrell-Piloten wiederholt die Qualifikation.
Im Laufe des Jahres 1988 erkannte Ken Tyrrell, dass mit konventionell konstruierten Fahrzeugen nur geringe Erfolge zu erzielen waren. Er strukturierte daraufhin seine Konstruktionsabteilung um. An die Stelle von Chefkonstrukteur Brian Lisles, der den erfolglosen Tyrrell 017 entworfen hatte, trat Harvey Postlethwaite, der in den 1970er-Jahren für einige Rennwagen von Hesketh und Walter Wolf Racing verantwortlich gewesen war und seit 1980 für Ferrari arbeitete. Postlethwaite brachte den Aerodynamiker Jean-Claude Migeot von Ferrari mit. Im September 1988 begannen die Entwicklungsarbeiten für den Tyrrell 018.

## Technik
Von besonderer Bedeutung war die von Jean-Claude Migeot konzipierte Aerodynamik des Tyrrell 018, die zu den effektivsten Entwicklungen des Jahres 1989 gehörte. Die Konstruktion des Chassis und des Fahrwerks war der aerodynamischen Effizienz untergeordnet.

### Aerodynamik
Prägendes Merkmal des Tyrrell 018 war eine spitz zulaufende Fahrzeugnase, die die schmalste Frontpartie aller Formel-1-Autos des Jahres 1989 bildete. In der zeitgenössischen Berichterstattung war gelegentlich von einer „Bleistiftnase“ die Rede. Sie war an der Unterseite nach oben eingezogen, wodurch aerodynamischer Abtrieb auf der Vorderachse erzeugt wurde. In diesem Aspekt kopierte Migeot den von Adrian Newey entworfenen March 881 des March-Teams. Der Motor war komplett verdeckt. Die einteilige Abdeckung beinhaltete über dem Kopf des Fahrers eine Lufthutze; zum Wagenheck hin fiel sie ab und verjüngte sich.

### Chassis
Das bei Tyrrell selbst hergestellte Kohlefasermonocoque wird als „extrem schmal“ beschrieben. Es diente zugleich als Karosserie und wies an der rechten Seite eine Ausbuchtung auf, um dem Arm des Fahrers beim Schalten mehr Platz zu geben.

### Fahrwerk
Innovativstes technisches Element des Tyrrell 018 war seine Vorderradaufhängung: Es handelte sich um doppelte Dreiecksquerlenker mit einem einzigen Dämpfer, der unmittelbar vor dem Armaturenbrett saß und über Kipphebel und Schubstangen angelenkt wurde. Diese Lösung, die die schmale Nase des 018 erst ermöglichte, wird in der Literatur gelegentlich als revolutionär bezeichnet. An den Hinterrädern befand sich eine herkömmliche Aufhängung mit doppelten Dreiecksquerlenkern.

### Motor
Als Antrieb diente ein Achtzylinder-Kundenmotor des Typs DFR von Cosworth, der in Großbritannien bei Langford & Peck vorbereitet wurde. Seine Leistung wurde auf etwa 590 PS geschätzt; damit gehörte er zu den schwächsten Formel-1-Triebwerken der Saison 1989. Als Kraftübertragung diente ein Sechsganggetriebe, das von Tyrrell selbst konstruiert worden war.

## Renneinsätze

### Saison 1989
Der Tyrrell 018 debütierte beim zweiten Rennen der Saison 1989, dem Großen Preis von San Marino in Imola. Das Auto erzielte bereits bei seinem ersten Rennen einen Weltmeisterschaftspunkt.
Die Tyrrell 018 wurden erstmals in der Woche vor dem Rennen in der Box zusammengebaut. Sie nahmen ohne vorherigen Funktionstest am ersten Training und den weiteren Veranstaltungen des Rennwochenendes teil. Tyrrells Fahrer Michele Alboreto verpasste mit dem neuen Auto die Qualifikation um weniger als eine Zehntelsekunde, sein Teamkollege Jonathan Palmer erreichte im 018 den 25. Startplatz und beendete das Rennen mit einer Runde Rückstand auf Platz sechs. Palmer kam im Laufe der Saison noch bei sieben weiteren Rennen ins Ziel, erreichte aber nur noch beim Großen Preis von Portugal eine Klassifizierung in den Punkterängen.
Alboreto fuhr, bevor er durch Jean Alesi ersetzt wurde, insgesamt fünf Rennen mit dem 018 und erreichte mit dem dritten Platz in Mexiko die erste Podiumsplatzierung für Tyrrell seit sechs Jahren. Alesi fuhr 1989 acht Rennen für Tyrrell; bereits bei seinem ersten Formel-1-Rennen kam er mit dem 018 als Vierter ins Ziel. An den Großen Preisen von Belgien und Portugal konnte Alesi nicht teilnehmen, da er zeitgleich stattfindende Formel-3000-Rennen für Eddie Jordan Racing zu bestreiten hatte. Johnny Herbert, der ihn ersetzte, erreichte keine Weltmeisterschaftspunkte.
Tyrrell schloss die Saison 1989 mit 16 Weltmeisterschaftspunkten auf Platz fünf der Konstrukteurswertung ab. Es war bezogen auf die Platzierung das beste Ergebnis des Teams seit 1979. Tyrrell hatte letztmals 1982 mit 25 allesamt von Michele Alboreto eingefahrenen Punkten ein nominell besseres Ergebnis erzielt, in jenem Jahr hatte diese Anzahl jedoch lediglich für Platz sieben der Konstrukteurswertung gereicht.

### Saison 1990
In der Saison 1990 wurde der Tyrrell 018 zweimal eingesetzt. Da das Nachfolgemodell Tyrrell 019 nicht rechtzeitig fertiggestellt war, brachte das Team bei den ersten beiden Saisonrennen in den USA und in Brasilien erneut den 018 an den Start. Beim Auftaktrennen in Phoenix qualifizierte sich Alesi im 018 für den vierten Startplatz. Im Rennen führte er einige Runden lang und kam schließlich als Zweiter ins Ziel.

## Resultate
| Fahrer               | Nr.                  | 1 | 2   | 3 | 4   | 5   | 6   | 7  | 8   | 9   | 10 | 11  | 12  | 13  | 14 | 15  | 16  | Punkte | Rang |
| -------------------- | -------------------- | - | --- | - | --- | --- | --- | -- | --- | --- | -- | --- | --- | --- | -- | --- | --- | ------ | ---- |
| Formel-1-Saison 1989 | Formel-1-Saison 1989 |   |     |   |     |     |     |    |     |     |    |     |     |     |    |     |     | 16     | 5.   |
| J.Palmer             | 3                    |   | 6   | 9 | DNF | 9   | DNF | 10 | DNF | DNF | 13 | 14  | DNF | 6   | 10 | DNF | DNQ | 16     | 5.   |
| M.Alboreto           | 4                    |   | DNQ | 5 | 3   | DNF | DNF |    |     |     |    |     |     |     |    |     |     | 16     | 5.   |
| J.Alesi              | 4                    |   |     |   |     |     |     | 4  | DNF | 9   | 10 |     | 5   |     | 4  | DNF | DNF | 16     | 5.   |
| J.Herbert            | 4                    |   |     |   |     |     |     |    |     |     |    | DNF |     | DNQ |    |     |     | 16     | 5.   |

| Fahrer               | Nr.                  | 1 | 2 | 3 | 4 | 5 | 6 | 7 | 8 | 9 | 10 | 11 | 12 | 13 | 14 | 15 | 16 | Punkte | Rang |
| -------------------- | -------------------- | - | - | - | - | - | - | - | - | - | -- | -- | -- | -- | -- | -- | -- | ------ | ---- |
| Formel-1-Saison 1990 | Formel-1-Saison 1990 |   |   |   |   |   |   |   |   |   |    |    |    |    |    |    |    | 16     | 5.   |
| S.Nakajima           | 3                    | 6 | 8 |   |   |   |   |   |   |   |    |    |    |    |    |    |    | 16     | 5.   |
| J. Alesi             | 4                    | 2 | 7 |   |   |   |   |   |   |   |    |    |    |    |    |    |    | 16     | 5.   |

| Legende  | Legende            | Legende                                                          |
| Farbe    | Abkürzung          | Bedeutung                                                        |
| -------- | ------------------ | ---------------------------------------------------------------- |
| Gold     | –                  | Sieg                                                             |
| Silber   | –                  | 2. Platz                                                         |
| Bronze   | –                  | 3. Platz                                                         |
| Grün     | –                  | Platzierung in den Punkten                                       |
| Blau     | –                  | Klassifiziert außerhalb der Punkteränge                          |
| Violett  | DNF                | Rennen nicht beendet (did not finish)                            |
| Violett  | NC                 | nicht klassifiziert (not classified)                             |
| Rot      | DNQ                | nicht qualifiziert (did not qualify)                             |
| Rot      | DNPQ               | in Vorqualifikation gescheitert (did not pre-qualify)            |
| Schwarz  | DSQ                | disqualifiziert (disqualified)                                   |
| Weiß     | DNS                | nicht am Start (did not start)                                   |
| Weiß     | WD                 | zurückgezogen (withdrawn)                                        |
| Hellblau | PO                 | nur am Training teilgenommen (practiced only)                    |
| Hellblau | TD                 | Freitags-Testfahrer (test driver)                                |
| ohne     | DNP                | nicht am Training teilgenommen (did not practice)                |
| ohne     | INJ                | verletzt oder krank (injured)                                    |
| ohne     | EX                 | ausgeschlossen (excluded)                                        |
| ohne     | DNA                | nicht erschienen (did not arrive)                                |
| ohne     | C                  | Rennen abgesagt (cancelled)                                      |
| ohne     | keine WM-Teilnahme |                                                                  |
| sonstige | P/fett             | Pole-Position                                                    |
| sonstige | 1/2/3/4/5/6/7/8    | Punktplatzierung im Sprint-/Qualifikationsrennen                 |
| sonstige | SR/kursiv          | Schnellste Rennrunde                                             |
| sonstige | *                  | nicht im Ziel, aufgrund der zurückgelegten Distanz aber gewertet |
| sonstige | ()                 | Streichresultate                                                 |
| sonstige | unterstrichen      | Führender in der Gesamtwertung                                   |